# Pradolina Wrocławska
Pradolina Wrocławska (polské geomorfologické značení 341.34, česky lze přibližně přeložit jako Vratislavské údolí nebo Vratislavská dolina) je velmi úzký a podlouhlý geomorfologický celek (mezoregion). Je to údolí řeky Odry, které lze považovat za osu geomorfologické oblasti Slezská nížina (Nizina Śląska), která patří do geomorfologické subprovincie Středopolských nížin (Niziny Środkowopolskie). Nachází se v Opolském vojvodství a Dolnoslezském vojvodství v jižním Polsku a to mezi městy Krapkowice a Prochowice. Je rozložena od jihovýchodu k severozápadu v délce více než 100 km (uvádí se okolo 170 km) a šířce 5 až 10 nebo 12 km. Má plošnou rozlohu přibližně 1 220 km². Je pokryta fluviálními sedimenty a to především písky, štěrky a bahny a ve východní části také místy vápencem. Nejvyšším geografickým bodem je kopec Wzgórze Maślickie (157 m n. m.) v severozápadní části města Wrocław (Vratislav).

## Historie
Pradolina Wrocławska byla osídlena již od pravěku a byla to také důležitá komunikační a obchodní cesta.

## Vodstvo
Vodstvo patří do povodí veletoku Odra, podél které se Pradolina Wrocławska rozkládá.
Významnými přítoky řeky Odry jsou zde:
| Název přítoku | Povaha přítoku | Stručný popis toku                                                                      |
| ------------- | -------------- | --------------------------------------------------------------------------------------- |
| Osobłoga      | Levý           | Pramení v Česku. Český název řeky je Osoblaha.                                          |
| Nysa Kłodzka  | Levý           | Pramení v Polsku u česko-polské státní hranice. Český název řeky je Kladská Nisa.       |
| Oława         | Levý           | Pramení v Polsku.                                                                       |
| Ślęza         | Levý           | Pramení v Polsku.                                                                       |
| Bystrzyca     | Levý           | Pramení v Polsku u česko-polské státní hranice. Český název řeky je Svídnická Bystřice. |
| Kaczawa       | Levý           | Pramení v Polsku. Český název řeky je Kačava.                                           |
| Mała Panew    | Pravý          | Pramení v Polsku. Český název je Malá Pěna.                                             |
| Stobrawa      | Pravý          | Pramení v Polsku.                                                                       |
| Widawa        | Pravý          | Pramení v Polsku.                                                                       |

## Sídla
Mezi největší sídla patří města Brzeg, Brzeg Dolny, Krapkowice, Oława, Opole, Prochowice a Wrocław.

## Galerie

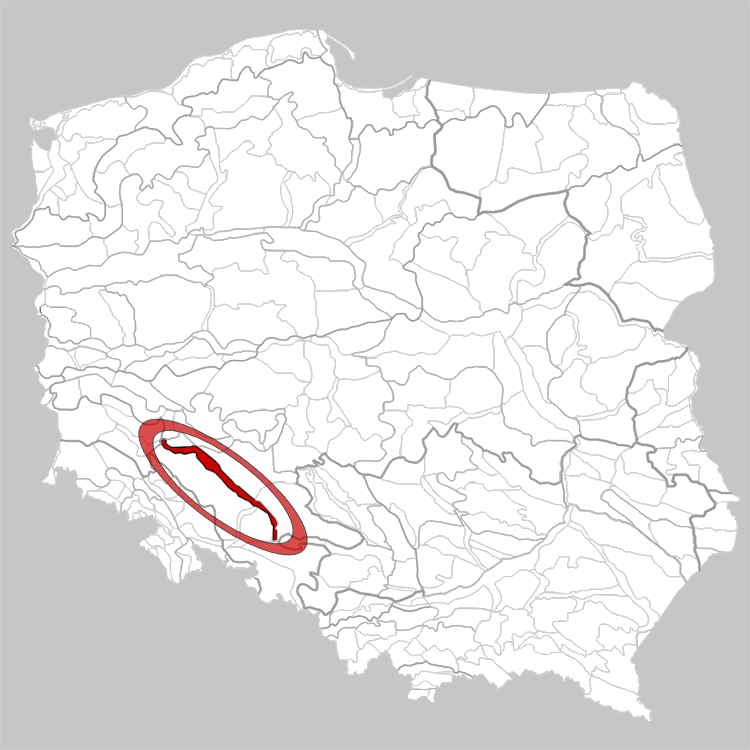
Poloha na mapě Polska